# A Jugoszláv Királyság címere

A Jugoszláv Királyság címere 1918 és 1941 között

A Jugoszláv Királyság címerének alapját Szerbia címere adta, mert kinézetre szinte teljesen megegyezik vele, de alapvetően két jelentős eltérés fedezhető fel. Míg a szerb címeren az Obrenović-dinasztia koronája van feltüntetve, addig a jugoszláv címerre a Karađorđević család királyi koronája került fel, ami érthető, hiszen az ország uralkodói ebből a házból kerültek ki. 
A másik jelentős változtatás a kétfejű fehér sas mellén található kis címer. A szerb címeren a négyfelé osztott pajzs, a négy szerb cirill SZ betűt (C) tartalmazza, míg a jugoszláv címeren helyet kapott a horvátok piros-fehér kockás mintája és a szlovénok három hatágú csillaga, amit a Cillei család címeréből vettek át.  
A címert 1918-ban fogadták el, amikor létrejött a többnemzetiségű Szerb-Horvát-Szlovén Állam (Drzava SHS), majd a Szerb–Horvát–Szlovén Királyság (Kralevstvo SHS). Ezt 1929. október 3-án I. Sándor király Jugoszláv Királyságra, azaz „Délszláv Királyságra” változtatta. 

## Galéria

Szerbia címere
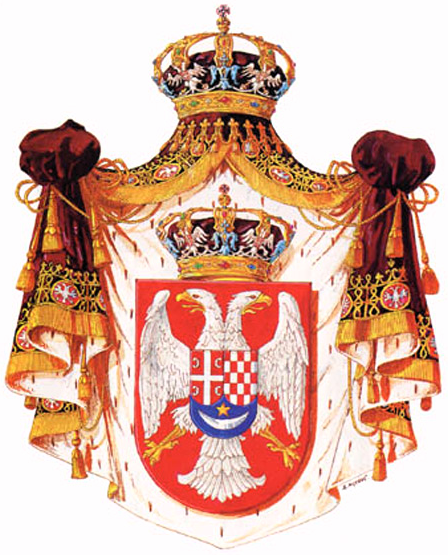
Az első címer 1918 és 1922 között